# Sally Boyden
Pour les articles homonymes, voir Boyden.
Sally Boyden née le 7 avril 1967 à North Ferriby, est une coureuse cycliste professionnelle anglaise.

## Palmarès sur route
- 1993
  - 1re étape du WCRA Four-day
- 1994
  - 3e des championnats de Grande-Bretagne de cyclisme sur route
- 1996
  - 2e de TQ Paper 2 Day
- 1998
  - 3e des championnats de Grande-Bretagne de cyclisme sur route
- 2000
  - 1re étape de TQ Paper 2 Day
  - 2e de TQ Paper 2 Day

## Palmarès sur piste

### Championnats continentaux
- 1997
  -  Médaillée de bronze du Championnat d'Europe d'omnium féminin

### Championnats nationaux
- 1998
  -  Championne de la course aux points
  - 2e du scratch
- 1999
  -  Championne de la course aux points
  - 2e du scratch
- 2000
  - 2e du scratch
  - 3e de la course aux points
- 2002
  - 2e du scratch